# サン・ジョヴァンニ・テアティーノ
サン・ジョヴァンニ・テアティーノ（イタリア語: San Giovanni Teatino）は、イタリア共和国アブルッツォ州キエーティ県にある、人口約14,000人の基礎自治体（コムーネ）。

## 地理

### 位置・広がり

#### 隣接コムーネ
隣接するコムーネは以下の通り。括弧内のPEはペスカーラ県所属を示す。
- チェパガッティ (PE)
- キエーティ
- フランカヴィッラ・アル・マーレ
- ペスカーラ (PE)
- スポルトーレ (PE)
- トッレヴェッキア・テアティーナ

## 行政

### 分離集落
サン・ジョヴァンニ・テアティーノには、以下の分離集落（フラツィオーネ）がある。
- Di Nisio, D'Ilio, Dragonara, Fontechiaro, Sambuceto, Valle Lunga